# Ciuperceni (gmina w okręgu Teleorman)
Ciuperceni – gmina w Rumunii, w okręgu Teleorman. Obejmuje miejscowości Ciuperceni i Poiana. W 2011 roku liczyła 1549 mieszkańców. 